# Jeanne Saint-Bonnet
Jeanne Saint-Bonnet (nascuda Marie Jeanne Maurice Bianco, Lió, 14 de gener de 1889 - Neuilly-sur-Seine, 21 de març de 1984) va ser una actriu de teatre i cinema i cantant d'opereta francesa.

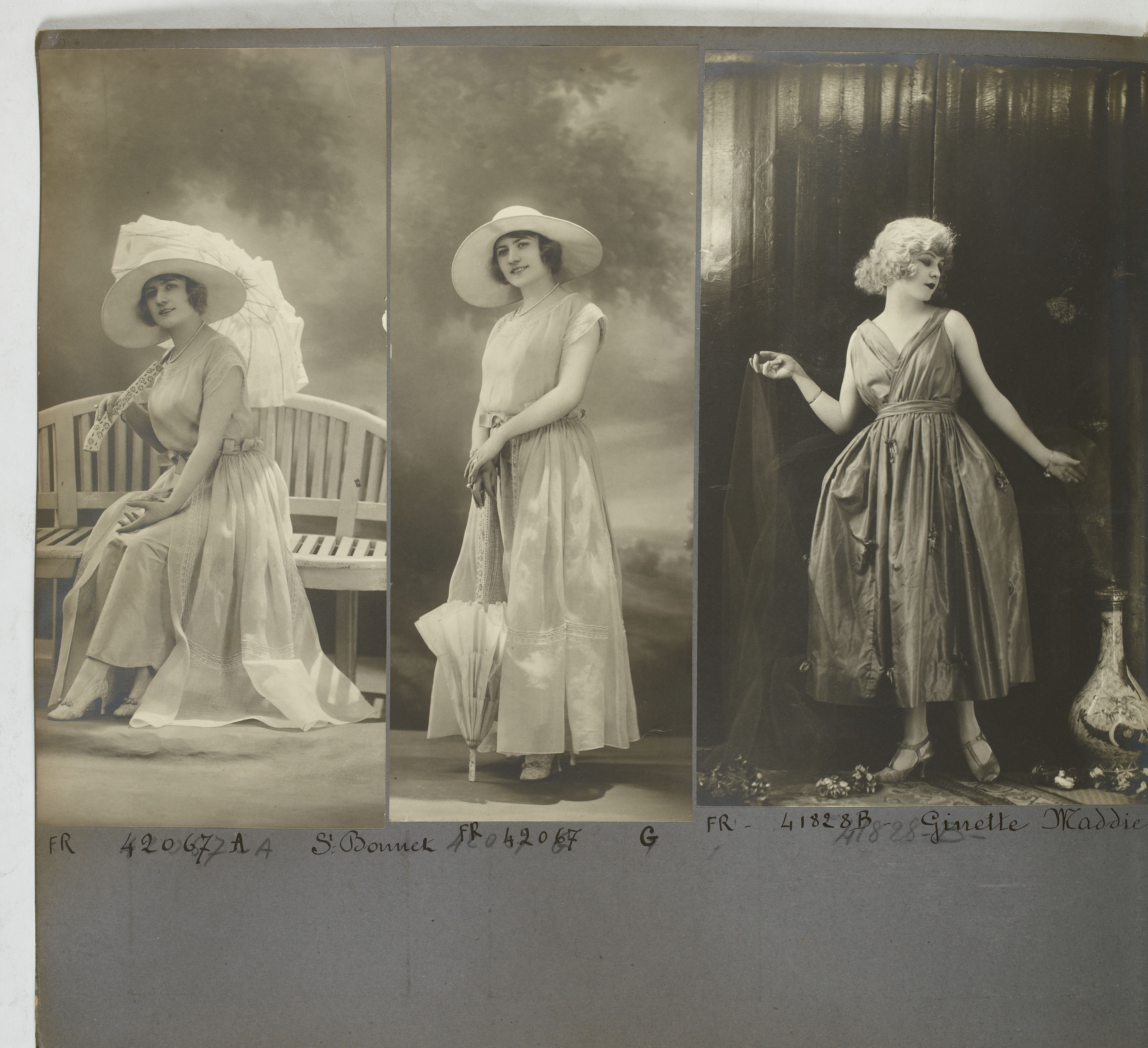

## Biografia
Jeanne Saint-Bonnet era estudiant al Conservatori de Lió.
El 1922 la seva carrera teatral va esclatar amb el paper d'Eva al musical Ta bouche de Yves Mirande, Albert Willemetz i Maurice Yvain al Théâtre Daunou amb Victor Boucher, Guyon fill, Ferdinand Gabin i Jeanne Cheirel.
El 1923 va ser membre de la companyia de Max Dearly. El 3 d’agost de 1925 es va casar amb el comediant Max Dearly a Castèunòu de Còntes (Alps Marítims).
El 1925 va interpretar el paper de Lotte a l'opereta Trois jeunes filles nues de Raoul Moretti, Yves Mirande i Albert Willemetz. Amb més de 410 actuacions, va ser un èxit. Després va interpretar la Ketty el 1926 a Passionnément!, opereta en 3 actes d'André Messager, Maurice Hennequin i Albert Willemetz al teatre Michodière. Va triomfar el 1931 a La Vie parisienne, òpera bufa en quatre actes de Henri Meilhac i Ludovic Halévy, música de Jacques Offenbach al Théâtre Mogador amb més de 250 funcions.
Després va desaparèixer, a poc a poc, amb alguns papers secundaris, i una darrera pel·lícula el 1931. Aleshores es va dedicar principalment al teatre parlat.
Descansa a París al cementiri de Montparnasse (27a divisió) al costat del seu marit.

## Filmografia parcial
- 1910 : Bébé apache de Louis Feuillade
- 1911 : Le Suicide de Bébé de Louis Feuillade
- 1913 : Bout de Zan et le Crocodile de Louis Feuillade
- 1921 : Le Crime du Bouif d'Henri Pouctal.[6]
- 1924 : Feu Mathias Pascal de Marcel L'Herbier
- 1931 : Azaïs de René Hervil

## Teatre
- 1921 : Mon bébé de Maurice Hennequin, amb Max Dearly, Théâtre des Nouveautés.[7]
- 1921 : La petite Bohème al théâtre Mogador
- 1922 : Ta bouche, opereta, música de Maurice Yvain, lletra d'Albert Willemetz, libret d'Yves Mirande, direcció d'Edmond Roze (Théâtre Daunou)
- 1923 : J'ai une idée, comèdia burlesca en tres actes, de Tons of Money, de Will Evans i Valentine, direcció de Max Dearly, al théâtre Marigny.[8]
- 1924 : Mon bébé de Maurice Hennequin, amb Max Dearly, represa al Nouvel-Ambigu.[9]
- 1926 : Potash et Perlmutter, comèdia bufa en 3 actes, de Montague Glass i Charles Klein, adaptsfs de l'anglès per John N. Raphaël, represa al Théâtre de Paris, direcció de Max Dearly.[10][11]
- 1932 : Mon bébé de Maurice Hennequin, amb Max Dearly, represa al théâtre Sarah Bernardt.[12]

## Operetes i comèdies musicals
- 1919 : La Folle escapade, opereta en 3 actes d'Octave Crémieux, llibret de Maurice de Marsan i Régis Gignoux al théâtre des variétés.[13]
- 1920 : The Quaker Girl de Lionel Monckton al Ba-Ta-Clan.[14]
- 1921 : Princesse Lilly al théâtre des variétés.[15]
- 1922 : Ta bouche, comèdia musical de Maurice Yvain Yves Mirande i Albert Willemetz, al théâtre Daunou.
- 1925 : Chonchette de Robert de Flers i Gaston Arman de Caillavet, música de Claude Terrasse amb Max Dearly al Théâtre des Champs-Élysées.[16]
- 1925 : represa de Ta bouche al théâtre Daunou
- 1925 : Elle ou moi, opereta de Jean Bastia segons una novel·la de Mark Twain, música Albert Chantrier, amb Harry Baur al théâtre Daunou.[17]
- 1925 : Trois jeunes filles nues, opereta de Raoul Moretti, Yves Mirande i Albert Willemetz,
- 1926 : Passionnément opereta en 3 actes de Maurice Hennequin i Albert Willemetz, música André Messager, Théâtre de la Michodière, amb Denise Grey.[18][19]
- 1926 : Paris revista amb Maurice Chevalier al Casino de Paris
- 1927 : Le Diable à Paris, opereta en tres actes de Robert de Flers, Francis de Croisset i Albert Willemetz, música de Marcel Lattès, danses executades per Les Dolly Sisters al théâtre Marigny.[20]
- 1928 :  Pom'.Pom', opereta en 3 actes de Jean Le Seyeux, música de Bétove al Théâtre de La Potinière.[21]
- 1931 : La Vie parisienne, òpera bufa en quatre actes d'Henri Meilhac i Ludovic Halévy, música de Jacques Offenbach amb Max Dearly al théâtre Mogador.[22]
- 1932 : Orphée aux Enfers, òpera bufa en 3 actes d'Hector Crémieux i Ludovic Halévy, música de Jacques Offenbach al théâtre Mogador.[23]
- 1934 : Drôle d'Epoque represa al Folies-Wagram.[24]